# Marta Tatjer i Capón
Marta Tatjer i Capón   (Barcelona, 1943 - Espanya, 1 de desembre de 2019) va ser una gestora cultural catalana, primera directora del Festival Grec de Barcelona (1986-87).
Llicenciada en Belles Arts, el 1977 va entrar a treballar a l'Ajuntament de Barcelona, amb Rafael Pradas com a regidor i Joan-Anton Benach com a delegat de Cultura. Tatjer es va convertir en cap del Servei de Festes i Tradicions, des d'on va aprofundir en la remodelació de les festes i on va col·laborar en la preparació de grans festes urbanes, com les revetlles de Sant Joan. Poc després va centrar la seva activitat en redefinir les Festes de la Mercè, que van convertir-se en una celebració més oberta a la ciutadania.
Posteriorment va fundar una empresa i va emprendre una exitosa carrera professional en l'organització d'esdeveniments, com ara l'arribada de la torxa olímpica a Barcelona.
Des de la seva jubilació, Marta Tatjer va col·laborar amb la ONG Amics del Nepal, dedicada a projectes de cooperació per al desenvolupament.